# Cerisy-la-Forêt
 Cerisy-la-Forêt  là một xã thuộc tỉnh Manche trong vùng Normandie tây bắc nước Pháp. Xã này nằm ở khu vực có độ cao trung bình 84 mét trên mực nước biển.